# Нейтън Лейн
Нейтън Лейн (на английски: Nathan Lane) (роден на 3 февруари 1956 г.) е американски актьор. Известен е с ролята си на Албърт в „Клетка за птици“ и Ърни Смънц в „Ловът на мишката“. Той е гласът на суриката Тимон в „Цар Лъв“ и котарака Сноубел в „Стюарт Литъл“.

## Избрана филмография
- „Джо срещу вулкана“ (1990)
- „Франки и Джони“ (1991)
- „Живот с Майки“ (1993)
- „Семейство Адамс 2“ (1993)
- „Цар лъв“ (1994)
- „Клетка за птици“ (1996)
- „Ловът на мишката“ (1997)
- „Цар Лъв 2: Гордостта на Симба“ (1998)
- „Стюарт Литъл“ (1999)
- „Страшна е, нали?“ (2000)
- „Титан“ (2000)
- „Стюарт Литъл 2“ (2002)
- „Остин Пауърс в Златния член“ (2002)
- „Спечели среща с Тед Хамилтън“ (2004)
- „Цар лъв 3: Хакуна матата“ (2004)
- „Продуцентите“ (2005)
- „Решаващ вот“ (2008)
- „Огледалце, огледалце“ (2012)